# Centro de Trasbordo Federico Lacroze

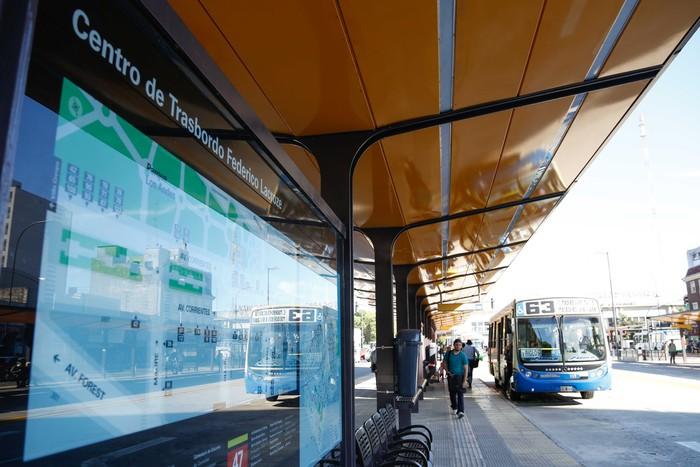
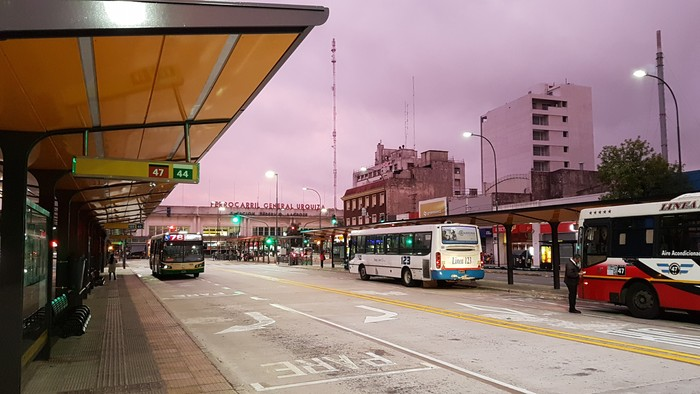
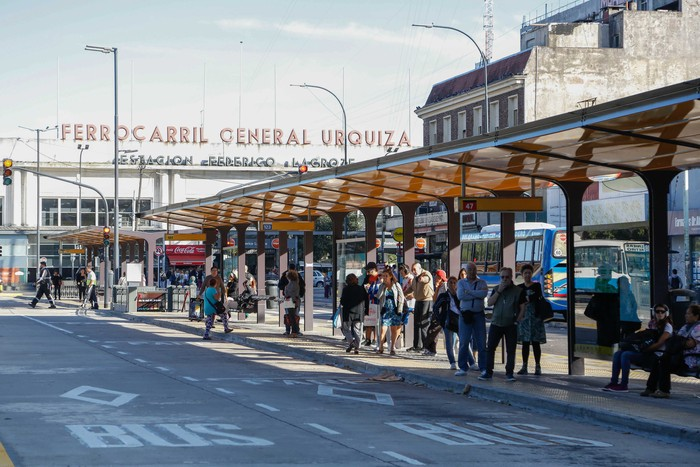

El Centro de Trasbordo Federico Lacroze es una importante estación de colectivos de la Ciudad de Buenos Aires, ubicada en el barrio de Chacarita. Inaugurada el 11 de abril de 2017 permite la combinación entre sí de las líneas 19, 39, 44, 47, 63, 65, 71, 76, 78, 87, 90, 108, 111, 112, 123, 127 y 184 y con la estación Federico Lacroze, terminal del Ferrocarril General Urquiza y con la estación Federico Lacroze del Subte de Buenos Aires. También facilita el acceso al centro comercial a cielo abierto ubicado en las cercanías, y al Cementerio de la Chacarita.

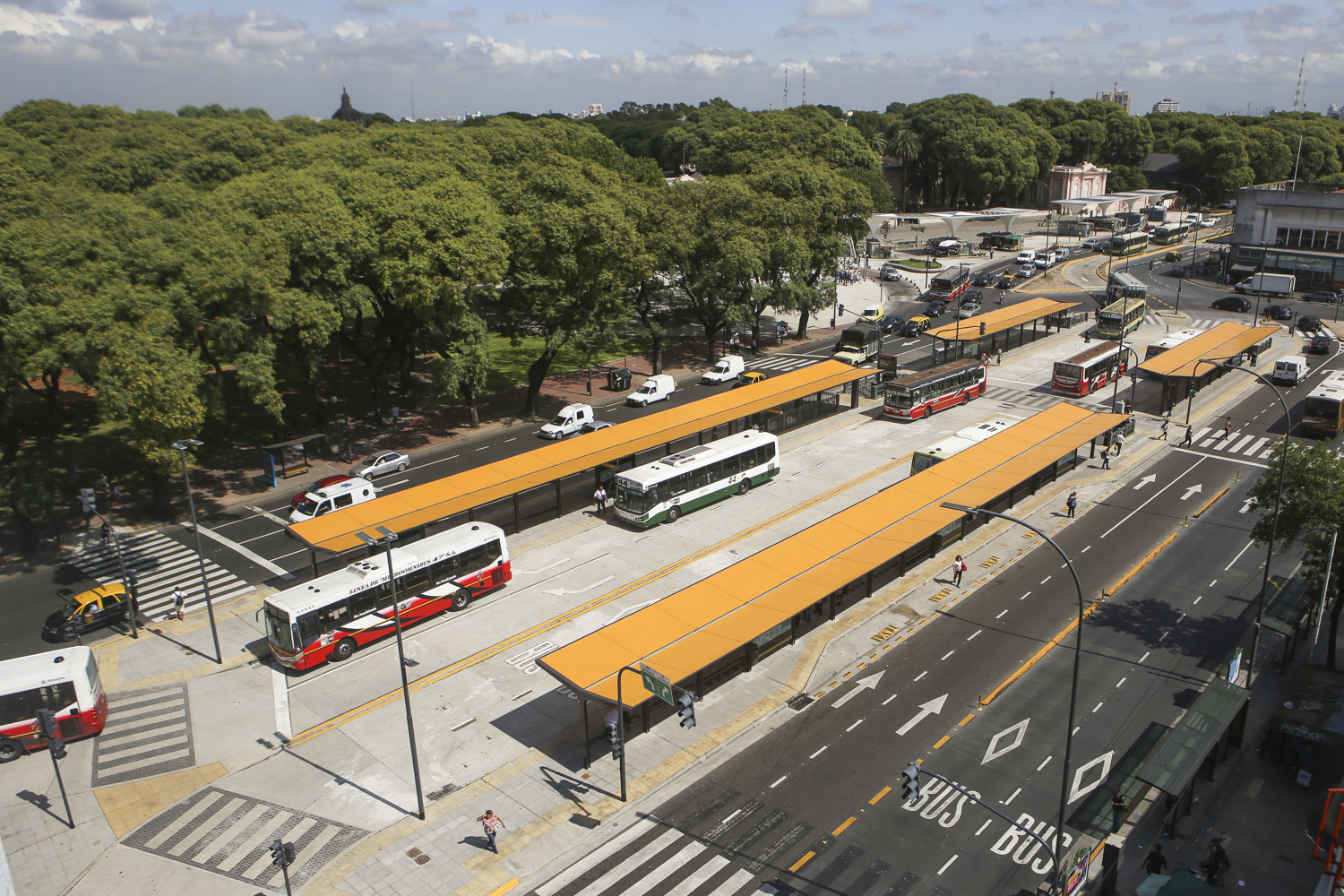
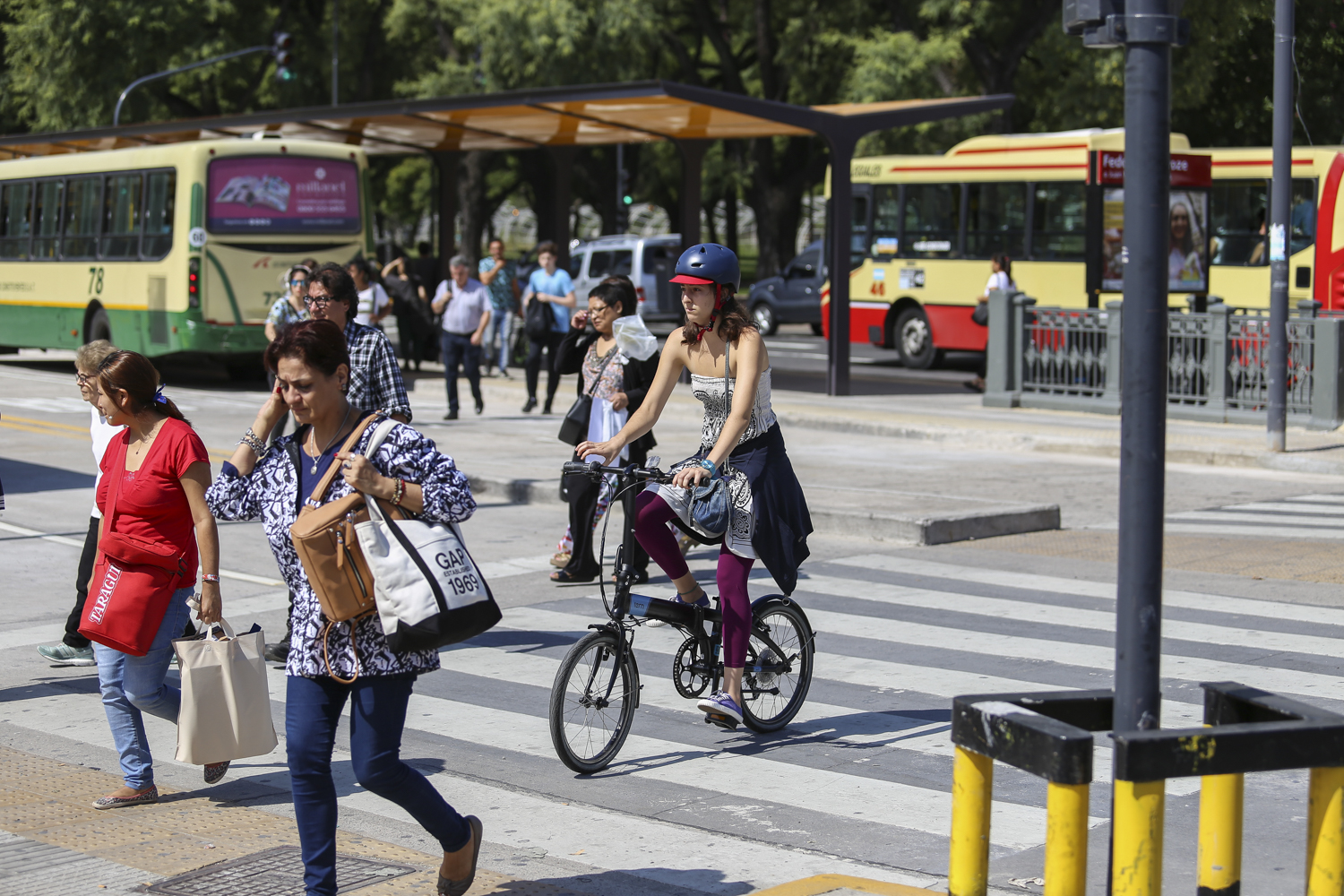
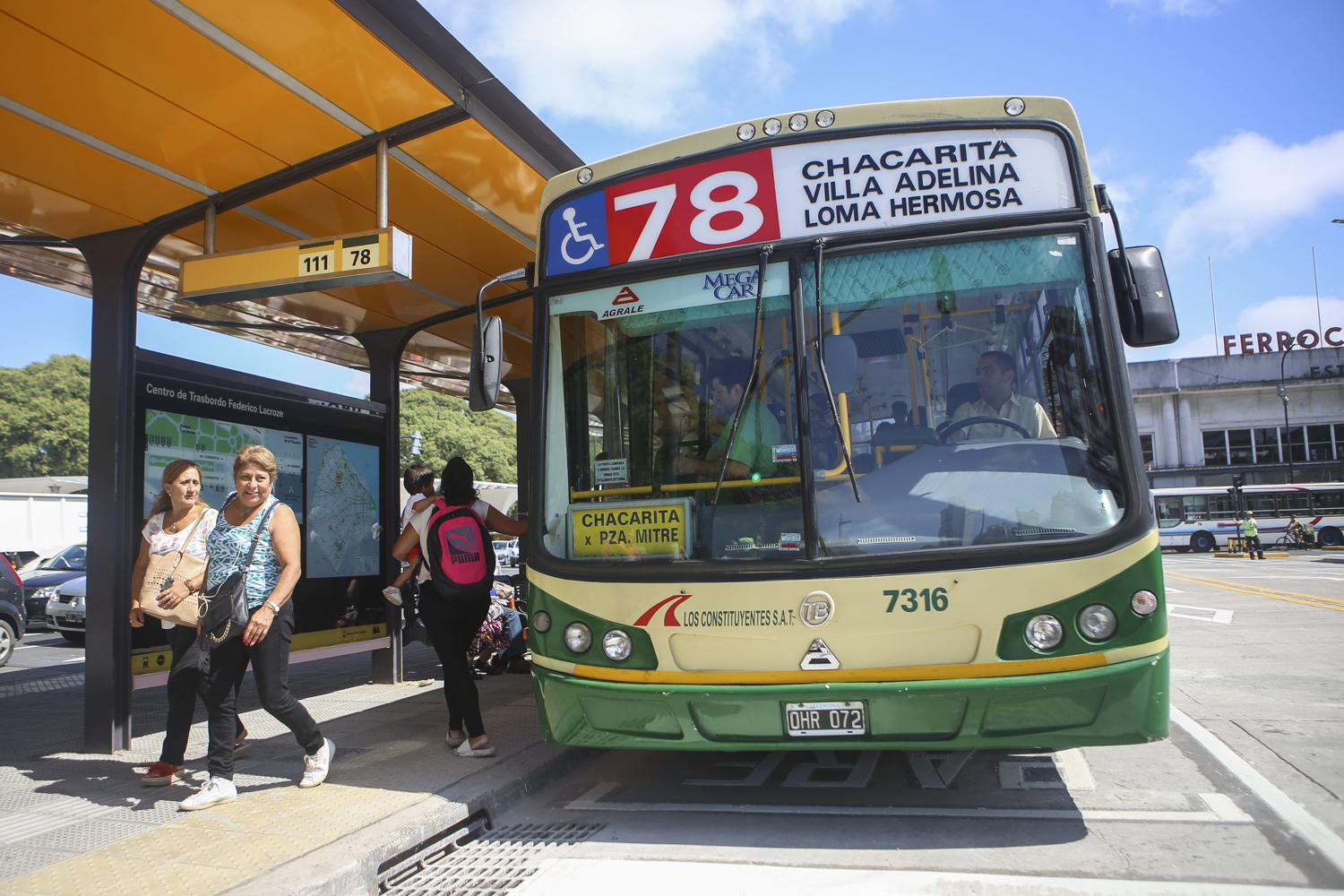

## Características
La estación posee cuatro plataformas techadas similares a las del Metrobús de Buenos Aires, además de carriles exclusivos. Cada plataforma incluye carteles informativos sobre el servicio y las combinaciones posibles. Se informan las líneas de colectivos que pasan por la estación, además de un mapa detallado de las inmediaciones. Las paradas son cubiertas, poseen asientos, una dársena para taxis, acceso directo al Subte y carteles en braille con el nombre e información de la estación.
Además incluye una parada exclusiva para taxis sobre la avenida Corrientes, lado norte.

## Historia
La manzana en donde se ubica el Centro de Trasbordo fue originalmente una terminal de tranvías de la Compañía Lacroze. Del otro lado de Avenida Corrientes, las vías entraban a la estación Chacarita (actual Federico Lacroze) y comenzaba el servicio suburbano. En sus últimos años, la estación tuvo dos aleros de hormigón de alrededor de media cuadra de largo, que hacían las veces de andenes de llegada y salida.
Al suspenderse el servicio de tranvías a comienzos de la década de 1960 el predio completo fue techado y se transformó en un mercado comercial que complicaba el tránsito de pasajeros, aunque también ofrecía la oportunidad de alimentarse a los pasajeros transbordados. Estaba formado por un total de 31 locales que pagaban un alquiler al gobierno de la ciudad, cuyos contratos de alquiler estaban vencidos al momento de iniciarse las obras.
En el año 2011, el mercado fue desmantelado y se transformó en una gran plaza seca para facilitar el tránsito peatonal. No obstante, a comienzos de 2014 se anunció la decisión de construir el Centro de Trasbordo, lo que generó una gran controversia por los 800 mil pesos que se habían invertido en la plaza seca y por el hecho de que el predio estaba zonificado en el Código de Planeamiento Urbano como espacio verde. Finalmente, luego de varias demoras y recursos judiciales de por medio, el Gobierno de la Ciudad logró la autorización para terminar la construcción de la estación de colectivos, que fue inaugurada el 11 de abril de 2017.

## Denominación
Debe su nombre a las estaciones homónimas de subte y de ferrocarril, además de a la avenida que cruza frente al Centro de Trasbordo. Todas ellas homenajean a Federico Lacroze, empresario argentino creador de la primera línea de tranvías de la ciudad de Buenos Aires y de un gran emporio ferroviario que incluía las ya mencionadas líneas de subte y ferrocarril.

## Galería

### Antes del Centro de Trasbordo

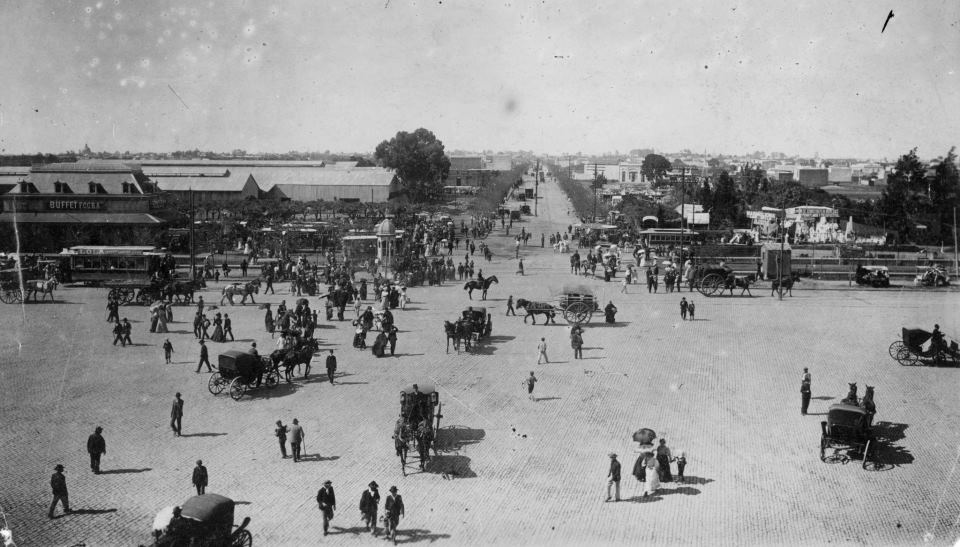
En 1910 como parada tranviaria
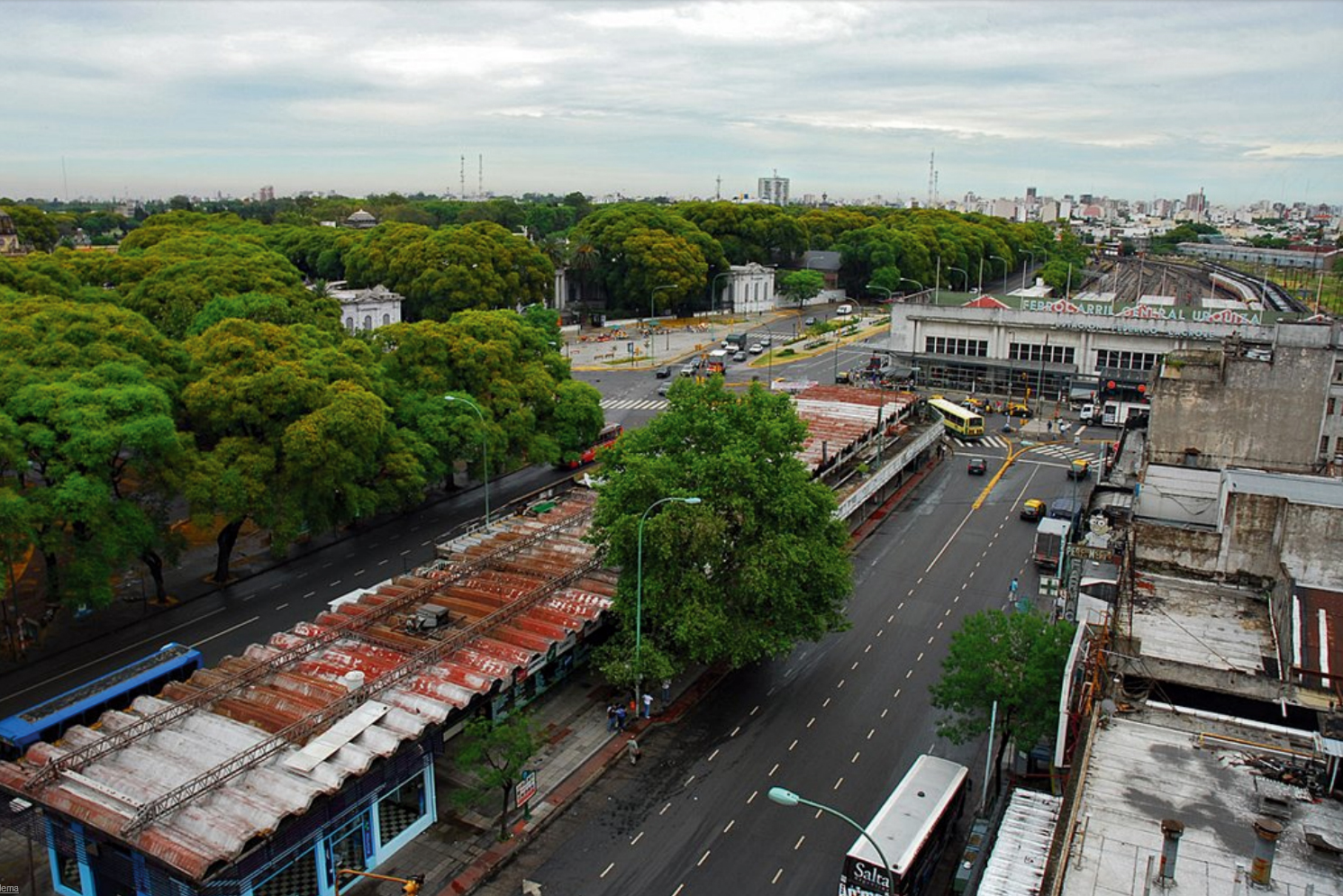
El mercado irregular
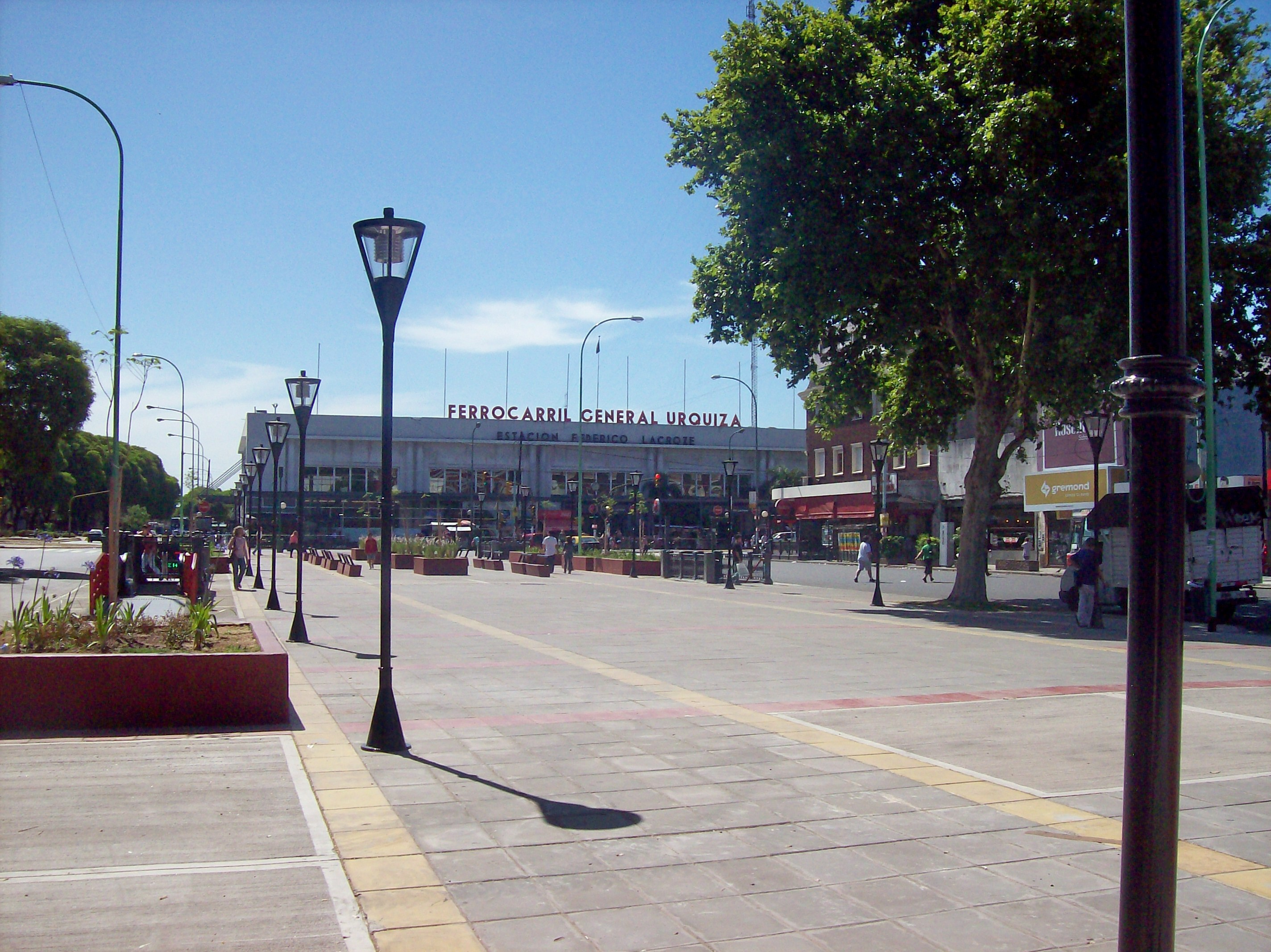
La plaza seca